# 米尔茨
米尔茨是德国图林根州的一个市镇。总面积17.61平方公里，总人口922人，其中男性433人，女性489人（2011年12月31日），人口密度52人/平方公里。